# Каплун

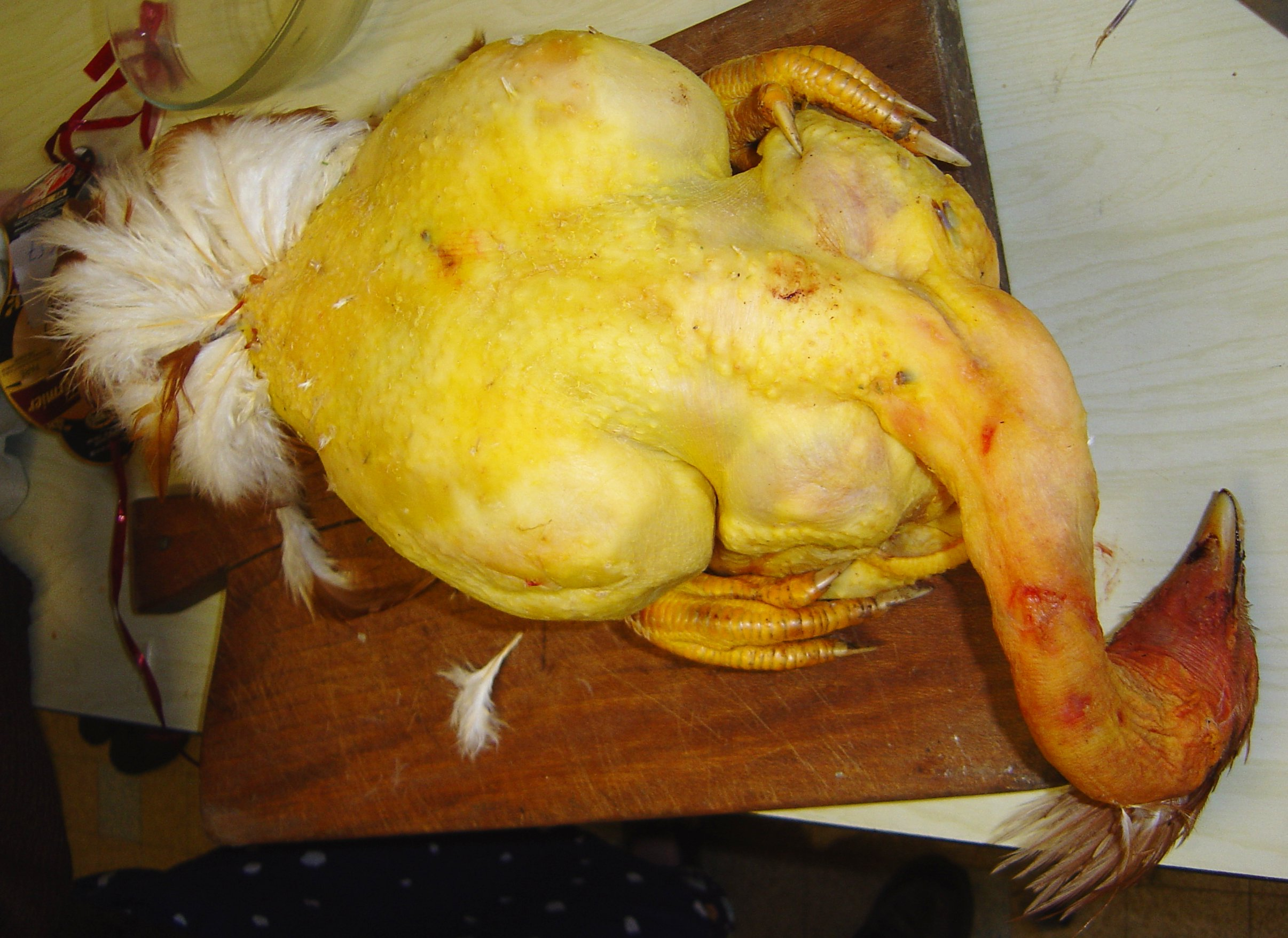
Каплун

Каплу́н — спеціально відгодований на м'ясо, кастрований півень або їжа з м'яса такого півня, що й дало назву страві.

## Страва
Каплун частіше вживався до початку XX століття в європейській кухні, в основному французькій, яка здавна ввела відмінність між чотирма видами курячого м'яса: курка, курча, пулярка і каплун. Всі вони відрізнялися один від одного смаком, способом приготування і призначалися для різних страв. Каплуна готували цілком, в основному запікали як парадну страву. Курчат смажили і відварювали, курку відварювали на бульйоні і тушили шматочками, пулярку смажили цілком або половинками.
Нині при бройлерному виробництві колишні методи приготування птиці втратили своє значення, але стара термінологія все ж збереглася в ресторанній мові як вказівка на характер приготування.